# 고성옹주
고성옹주(高城翁主, 생몰년 미상)는 조선 제2대 정종(定宗, 1357~1419, 재위: 1398~1400)의 서4녀이며, 어머니는 미상이다. 김한(金澣)과 혼인 하여 3남 3녀를 얻었다.

## 별칭
- 고성군주(高城郡主)
- 고성옹주(高城翁主)

## 가족 관계
친정 전주 이씨(全州 李氏) 
- 조부 : 제1대 태조대왕(太祖大王, 1335~1408, 재위: 1392~1398)
- 조모 : 신의왕후 안변 한씨(神懿王后 安邊 韓氏, 1337~1391)
  - 아버지 : 제2대 정종대왕(定宗大王, 1357~1419, 재위: 1398~1400)
  - 어머니 : 미상

시가 안산 김씨(安山 金氏)
- 시아버지 : 연성군 위정공 김정경(蓮城君 威靖公 金定卿, 1345~1419)
- 시어머니 : 판서 신익지(判書 申翼之)의 딸
- 시어머니 : 신양군 노영(新陽君 盧瑛)의 딸 교하 노씨(交河 盧氏)
- 친시어머니 : 남평군 왕화(南平君 王和)의 딸 개성 왕씨(開城 王氏)[2]
  - 부마 : 지중추부사 호평공 김한(知中樞府事 胡平公 金澣, 1409~1485[3])
    - 장남 : 김사공(金士恭)
    - 며느리 : 남양 홍씨 - 홍극치(洪克治)의 딸
      - 손자 : 김종손(金宗孫)
      - 손자 : 김윤손(金胤孫)
      - 손녀 : 전의 이씨 이승열(李承烈)에게 출가

    - 차남 : 김사온(金士溫)
    - 며느리 : 칠원 윤씨 - 윤휘(尹撝)의 딸
      - 손자 : 김인손(金仁孫)
      - 손자 : 김지손(金智孫)
      - 손자 : 김신손(金信孫)
      - 손녀 : 동래 정씨 정철함(鄭啓咸)에게 출가

    - 삼남 : 김사양(金士讓)
    - 며느리 : 밀양 박씨 - 박심문(朴審問)의 딸
      - 손자 : 김감(金瑊)
      - 손자 : 김환(金環)

    - 장녀 : 여흥 민씨 민혜(閔憓)에게 출가
      - 외손자 : 민석형(閔碩亨)
      - 외손자 : 민세형(閔世亨)
      - 외손자 : 민시형(閔時亨)
      - 외손녀 : 의성 김씨 김자치(金自治)에게 출가

    - 차녀 : 예안 이씨 이수증(李秀增)에게 출가
      - 외손자 : 이정필(李貞弼)

    - 삼녀 : 숙부인 김씨(淑夫人 金氏)
    - 사위 : 진주 하씨 인동현감 하복산(仁同縣監 河福山)의 아들 태인현감 증 이조참의 하징(泰仁縣監 贈 吏曹參議 河澄, 1457 ~ 1521)
      - 외손자 : 하팽로(河彭老)
      - 외손자 : 하충로(河忠老)
      - 외손자 : 하원로(河元老)
      - 외손자 : 하인로(河仁老)
      - 외손녀 : 최응윤(崔應尹)에게 출가